# Лукас Мендес
Лукас Мендес (порт. Lucas Mendes, нар. 3 липня 1990, Куритиба) — бразильський футболіст, захисник катарського клубу «Аль-Джаїш».

## Ігрова кар'єра
Народився 3 липня 1990 року в місті Куритиба. Вихованець футбольної школи клубу «Корітіба». Дорослу футбольну кар'єру розпочав 2008 року в основній команді того ж клубу, в якій провів чотири сезони, взявши участь у 67 матчах чемпіонату. Більшість часу, проведеного у складі «Корітіби», був основним гравцем захисту команди.
Влітку 2012 року перейшов в марсельський «Олімпік». Дебютував Лукас у складі провансальців 4 жовтня 2012 року в матчі проти лімасольского «АЕЛа», в якому відзначився забитим м'ячем. Наразі встиг відіграти за команду з Марселя 25 матчів в національному чемпіонаті.

## Досягнення
- Чемпіон штату Парана (4)

«Корітіба»: 2008, 2010, 2011, 2012
- Чемпіон Катару (1):

«Ад-Духаїль»: 2017-18
- Володар Кубка Еміра Катару (1):

«Ад-Духаїль»: 2018
- Володар Кубка наслідного принца Катару (3):

«Аль-Джаїш»: 2016
«Ад-Духаїль»: 2018
«Аль-Вакра»: 2024
Збірні
- Володар Кубка Азії (1): 2024